# 1362 Ґріква
1362 Ґріква (1362 Griqua) — астероїд головного поясу, відкритий 31 липня 1935 року. Один із небагатьох астероїдів, який перебуває в орбітальному резонансі 2:1 із Юпітером. Названо на честь одного з африканських племен.
Тіссеранів параметр щодо Юпітера — 2,949.